# Mahmud Hotak
Mahmud Hotak (... – 1725), fu uno scià di Persia figlio di Mirwais Hotak di Kandahar (Afghanistan).

## Biografia
Dopo aver preso il potere, assassinando lo zio Abdul Aziz Hotak, invase la Persia safavide, nel 1722, e marciò sulla capitale, Esfahan. Lo stesso anno, l'esercito afgano sconfisse i Safavidia Gulnabad e prese il potere sull'impero persiano. Lo scià di Persia, Sultan Husayn fu costretto ad abdicare e Mahmud fece uccidere, l'8 febbraio 1725, i sei fratelli dello scià, anche se il figlio di Hussein, Tahmasp II, riuscì a fuggire e continuò a combattere. Dopo la morte di Mahmud, nel 1725, gli succedette suo cugino Ashraf Hotak.
Quando i persiani riconquistarono la capitale del loro impero nel 1729, la tomba di Mahmud Hotak fu oggetto della rivolta cittadina, venne demolita per poi divenire un vespasiano pubblico.